# Розпша (Лодзинське воєводство)
Розпша (пол. Rozprza) — місто в Польщі, у гміні Розпша Пйотрковського повіту Лодзинського воєводства.
Населення — 1671 особа (2011).
1 січня 2023 року набуло статусу міста.
У 1975-1998 роках село належало до Пйотрковського воєводства.

## Демографія
Демографічна структура станом на 31 березня 2011 року:
|          | Загалом | Допрацездатний вік | Працездатний вік | Постпрацездатний вік |
| -------- | ------- | ------------------ | ---------------- | -------------------- |
| Чоловіки | 821     | 185                | 556              | 80                   |
| Жінки    | 850     | 178                | 482              | 190                  |
| Разом    | 1671    | 363                | 1038             | 270                  |